# Nikołaj Wiediernikow
Nikołaj Stiepanowicz Wiediernikow, ros. Николай Степанович Ведерников (ur. 18 czerwca 1925 we wsi Wierchnije Tatyszły, zm. 29 grudnia 2011 w Czernuszce) – radziecki wojskowy, snajper. 

## Życiorys
Urodził się 18 czerwca 1925 w miejscowości Wierchnije Tatyszły w Baszkirii. Do Armii Czerwonej wstąpił w 1943 roku, gdy skończył 18 lat. W sierpniu 1944 r. wyróżnił się, gdy po przeprawie przez Wisłę utrzymał przyczółek, likwidując z karabinu maszynowego ok. 150 niemieckich żołnierzy i oficerów z bliskiej odległości. Jako skuteczny snajper otrzymał przydomek Szybka Śmierć.
W czasie operacji wiślańsko-odrzańskiej walczył w składzie 969. pułku 273. dywizji strzeleckiej, z którym dotarł na Dolny Śląsk. Między 14 i 18 lutego 1945 r. brał udział w starciach w pobliżu Żarowa oraz walkach o Strzegom, gdzie wyeliminował łącznie około kompanii żołnierzy niemieckich i dwa stanowiska karabinów maszynowych, odpierając osiem ataków na swoją pozycję, a w walkach o Wrocław 10 marca 1945 roku zniszczył trzy punkty karabinów maszynowych. Do końca wojny potwierdzono mu pewne wyeliminowanie ponad 300 żołnierzy wroga.
Po zakończeniu wojny został zdemobilizowany w stopniu starszyny i 26 czerwca 1945 r. dekretem Prezydium Rady Najwyższej ZSRR za wzorowe wykonywanie misji bojowych oraz odwagę i bohaterstwo w walkach otrzymał tytuł Bohatera Związku Radzieckiego z Orderem Lenina i medalem Złotej Gwiazdy. Oprócz tego odznaczony został także m.in. Orderem Czerwonego Sztandaru, Orderem Wojny Ojczyźnianej I klasy, Orderem Sławy II i III stopnia oraz medalem Za Odwagę.
Po powrocie do ZSRR zamieszkał w Permie, a potem we wsi Tausz, w której pracował jako kombajnista, a potem brygadzista upraw polowych i inżynier bezpieczeństwa w stadninie koni. Pod koniec życia przeprowadził się do Czernuszki koło Permu, gdzie zmarł 29 grudnia 2011 r. i został pochowany na tamtejszym cmentarzu.